# 德兰斯费尔德
德兰斯费尔德（德語：Dransfeld，發音：[ˈdʁansˌfɛlt] ⓘ）是德国下萨克森州哥廷根县的城市，面积28.91平方千米，2023年12月31日人口为4,381人。

## 友好城市
- 德国 上劳西茨地区罗滕堡
- 法國 笛卡尔
- 匈牙利 拉曹爾馬什